# Vianney

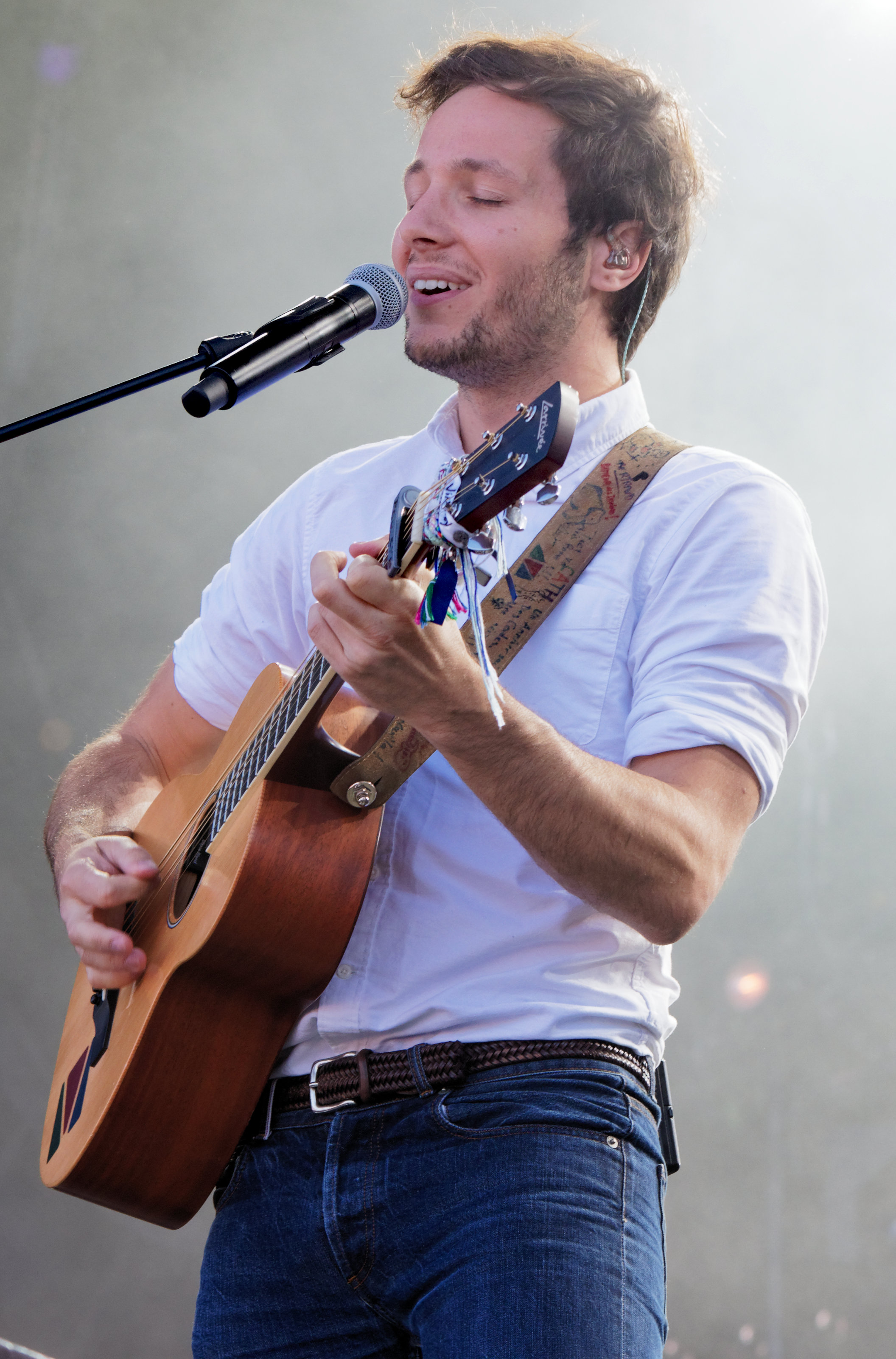
Vianney bei einem Konzert 2017

Vianney Marie Bruno Antoine Bureau (* 13. Februar 1991 in Pau), bekannt als Vianney, ist ein französischer Liedermacher (Auteur-compositeur-interprète) und Gitarrist.

## Leben und Laufbahn
Vianney stammt aus einem katholischen Elternhaus. Er ist nach dem Heiligen Jean-Marie Vianney benannt. Seine Mutter war Fluglehrerin und wurde später Wirtschaftslehrerin, sein Vater ist Hubschrauberpilot der französischen Bodenstreitkräfte und war in Pau stationiert. Vianney hat drei Brüder. Als Kind in Südfrankreich praktizierte er den dortigen Nationalsport Rugby, als Heranwachsender den Weitsprung. Sein Vater machte ihn mit dem französischen Chanson vertraut, unter anderem mit dem Werk von Barbara, Dick Annegarn, Thomas Fersen und Maxime Le Forestier. Im Alter von zwölf Jahren lernte Vianney Gitarre spielen und begann eigene Chansons zu schreiben. „Das französische Chanson“, erzählte Vianney später, „ist meine Kultur. In Bezug auf die Texte habe ich nirgends etwas Vergleichbares gefunden.“ Sein Vater stellte ihn im Jahr 2005 befreundeten Musikern vor, und mit ihnen und seinem Bruder nahm Vianney eine erste selbstproduzierte Schallplatte auf. Seine erste Konzertteilnahme war beim New Morning 2007 in Paris, der Amateurmusikern die Möglichkeit bot, ihr Talent der Öffentlichkeit zu präsentieren.
Er besuchte eine katholische Privatschule, das Collège Notre Dame des Oiseaux im 16. Arrondissement von Paris, und machte sein Baccalauréat an der Militärschule Saint-Cyr. 2009 nahm er ein Studium an der ESG Management School in Paris auf, das er mit einem Bachelor an der Middlesex University in London abschloss. Es folgte ein Modestudium an der École supérieure des arts et techniques de la mode (ESMOD), das er 2014 als Licencié beendete.
Im Jahr 2014 nahm Vianney mit dem Musiker und Produzenten Antoine Essertier sein Debütalbum, Idées blanches, auf. Im Sommer wurde daraus als erste Single Je te déteste veröffentlicht, Ende des Jahres erreichte das Album Platz 69 der französischen Charts. Mit dem Sieg bei der Castingshow Prix Talents des Fernsehsenders W9 im Januar 2015 gelang ihm der Durchbruch bei einem großen Publikum. Die zweite Single Pas là erreichte Platz 18 und hielt sich mehrere Monate in den französischen Download-Charts. Auch das Album wurde wiederentdeckt und stieg bis auf Platz 31. Daraufhin wurde es auch im französischsprachigen Ausland und weiteren Ländern, darunter Deutschland, veröffentlicht. Ende 2015 erschien eine Akustikversion, die noch einmal zum Erfolg beitrug. Beim nationalen Musikpreis, den Victoires de la Musique, wurde das Album 2015 als bestes Newcomer-Album nominiert. Im Jahr darauf gewann Vianney eine Auszeichnung in der Kategorie der besten männlichen Künstler (Artiste masculin de l’année).
Einen weiteren Hit hatte Vianney 2016 mit einem Gastbeitrag beim Song Les filles d’aujourd’hui auf dem Album der Sängerin und Schauspielerin Joyce Jonathan. Zum Jahresende veröffentlichte er sein zweites Album, Vianney. Anfang Dezember stieg es auf Platz 3 in die Charts ein und im neuen Jahr auf Platz 1; die Vorabsingle Je m’en vais erreichte Platz 2 der Singlecharts. Das Chanson wurde mit einem Victoire als Song des Jahres (Chanson originale de l’année) ausgezeichnet. Bei den Victoires de la Musique 2024 wurde Vianney erneut zum Artiste masculin de l’année gekürt.
Für den Verkauf von mehr als 100.000 Exemplaren seines Albums Idées blanches wurde er mit einer Platinschallplatte ausgezeichnet, für mehr als 500.000 verkaufte Exemplare von Vianney mit einer diamantenen Schallplatte und für mehr als 50.000 Exemplare von Le concert mit einer Goldenen Schallplatte.
Vianney liebt unkonventionelle Reisen, trampte in die Türkei, fuhr mit dem Fahrrad nach Schweden und machte eine 3500 Kilometer lange Tour durch Frankreich auf einem Elektroroller.
Er ist verheiratet und seit 2021 Vater eines Sohnes. Seither tritt er seltener in der Öffentlichkeit auf.

## Diskografie

### Studioalben
| Jahr | Titel Musiklabel                                   | Höchstplatzierung, Gesamtwochen, AuszeichnungChartplatzierungen (Jahr, Titel, Musiklabel, Platzierungen, Wochen, Auszeichnungen, Anmerkungen) | Höchstplatzierung, Gesamtwochen, AuszeichnungChartplatzierungen (Jahr, Titel, Musiklabel, Platzierungen, Wochen, Auszeichnungen, Anmerkungen) | Höchstplatzierung, Gesamtwochen, AuszeichnungChartplatzierungen (Jahr, Titel, Musiklabel, Platzierungen, Wochen, Auszeichnungen, Anmerkungen) | Anmerkungen                                                                       | [↑]: gemeinsam behandelt mit vorhergehendem Eintrag; [←]: in beiden Charts platziert |
| Jahr | Titel Musiklabel                                   | FR | BEW | CH | Anmerkungen                                                                       |                                                                                      |
| ---- | -------------------------------------------------- | --- | --- | --- | --------------------------------------------------------------------------------- | ------------------------------------------------------------------------------------ |
| 2014 | Idées blanches Tôt ou tard (UMG)                   | FR31 ×2Doppelplatin · (50 Wo.)FR | BEW29 a (146 Wo.)BEW | CH91 (1 Wo.)CH | Erstveröffentlichung: 20. Oktober 2014 Verkäufe: + 200.000                        |                                                                                      |
| 2015 | Idées blanches - Les acoustiques Tôt ou tard (UMG) | FR20 (61 Wo.)FR[BEW: ↑] | BEW29 a (146 Wo.)BEW | — | Erstveröffentlichung: 20. November 2015 Akustik-Version des Albums Idées blanches |                                                                                      |
| 2016 | Vianney Tôt ou tard (UMG)                          | FR1 Diamant · (105 Wo.)FR | BEW2 Gold · (129 Wo.)BEW | CH12 (43 Wo.)CH | Erstveröffentlichung: 25. November 2016 Verkäufe: + 515.000                       |                                                                                      |
| 2020 | N’attendons pas Tôt ou tard (UMG)                  | FR1 ×3Dreifachplatin · (156 Wo.)FR | BEW2 (128 Wo.)BEW | CH10 (30 Wo.)CH | Erstveröffentlichung: 30. Oktober 2020 Verkäufe: + 300.000                        |                                                                                      |
| 2023 | À 2 à 3 Tôt ou tard (UMG)                          | FR1 ×2Doppelplatin · (… Wo.)FR | BEW1 (48 Wo.)BEW | CH7 (9 Wo.)CH | Erstveröffentlichung: 10. November 2023 Verkäufe: + 200.000                       |                                                                                      |

### Livealben
| Jahr | Titel Musiklabel             | Höchstplatzierung, Gesamtwochen, AuszeichnungChartplatzierungen (Jahr, Titel, Musiklabel, Platzierungen, Wochen, Auszeichnungen, Anmerkungen) | Höchstplatzierung, Gesamtwochen, AuszeichnungChartplatzierungen (Jahr, Titel, Musiklabel, Platzierungen, Wochen, Auszeichnungen, Anmerkungen) | Höchstplatzierung, Gesamtwochen, AuszeichnungChartplatzierungen (Jahr, Titel, Musiklabel, Platzierungen, Wochen, Auszeichnungen, Anmerkungen) | Anmerkungen                                                |
| Jahr | Titel Musiklabel             | FR | BEW | CH | Anmerkungen                                                |
| ---- | ---------------------------- | --- | --- | --- | ---------------------------------------------------------- |
| 2018 | Le concert Tôt ou tard (UMG) | FR11 Platin · (62 Wo.)FR | BEW27 (21 Wo.)BEW | CH33 (2 Wo.)CH | Erstveröffentlichung: 9. November 2018 Verkäufe: + 100.000 |

### Singles
| Jahr | Titel Album                                             | Höchstplatzierung, Gesamtwochen, AuszeichnungChartplatzierungen (Jahr, Titel, Album, Platzierungen, Wochen, Auszeichnungen, Anmerkungen) | Höchstplatzierung, Gesamtwochen, AuszeichnungChartplatzierungen (Jahr, Titel, Album, Platzierungen, Wochen, Auszeichnungen, Anmerkungen) | Höchstplatzierung, Gesamtwochen, AuszeichnungChartplatzierungen (Jahr, Titel, Album, Platzierungen, Wochen, Auszeichnungen, Anmerkungen) | Anmerkungen                                                                                         |
| Jahr | Titel Album                                             | FR | BEW | CH | Anmerkungen                                                                                         |
| --- | ------------------------------------------------------- | --- | --- | --- | --------------------------------------------------------------------------------------------------- |
| 2014 | Je te déteste Idées blanches                            | FR113 (13 Wo.)FR | — | — | Erstveröffentlichung: 30. April 2014                                                                |
| 2014 | Pas là Idées blanches                                   | FR18 (74 Wo.)FR | BEW13 (17 Wo.)BEW | — | Erstveröffentlichung: 25. Juli 2014                                                                 |
| 2015 | Veronica Idées blanches                                 | FR185 (1 Wo.)FR | — | — | Erstveröffentlichung: 9. Juli 2015                                                                  |
| 2015 | On est bien comme ça Idées blanches                     | FR110 (12 Wo.)FR | BEW30 (7 Wo.)BEW | — | Erstveröffentlichung: 9. Dezember 2015                                                              |
| 2016 | Les filles d’aujourd’hui Une place pour moi             | FR46 Platin · (38 Wo.)FR | — | — | Erstveröffentlichung: 13. Juni 2016 Verkäufe: + 200.000; mit Joyce Jonathan                         |
| 2016 | Je m’en vais Vianney                                    | FR2 Diamant · (60 Wo.)FR | BEW3 (21 Wo.)BEW | CH48 (15 Wo.)CH | Erstveröffentlichung: 17. Oktober 2016 Verkäufe: + 233.333                                          |
| 2017 | Moi aimer toi Vianney                                   | FR71 Diamant · (26 Wo.)FR | BEW8 (15 Wo.)BEW | — | Erstveröffentlichung: 13. März 2017 Verkäufe: + 333.333                                             |
| 2017 | Dumbo Vianney                                           | FR151 Platin · (13 Wo.)FR | BEW44 (3 Wo.)BEW | — | Erstveröffentlichung: 4. Juli 2017 Verkäufe: + 200.000                                              |
| 2018 | La même Ceinture noire                                  | FR1 Diamant · (94 Wo.)FR | BEW1 ×2Doppelplatin · (30 Wo.)BEW | CH24 (24 Wo.)CH | Erstveröffentlichung: 9. März 2018 Verkäufe: + 353.333; mit Maître Gims                             |
| 2018 | J’m’en fous Vianney                                     | FR153 (1 Wo.)FR | — | — | Erstveröffentlichung: 17. August 2018                                                               |
| 2019 | Allez reste –                                           | FR69 Diamant · (23 Wo.)FR | BEW38 (8 Wo.)BEW | — | Erstveröffentlichung: 22. März 2019 Verkäufe: + 333.333; mit Boulevard des Airs                     |
| 2020 | N’attendons pas                                         | FR146 Gold · (25 Wo.)FR | BEW21 (17 Wo.)BEW | — | Erstveröffentlichung: 8. Mai 2020 Verkäufe: + 100.000                                               |
| 2020 | Beau-papa N’attendons pas                               | FR13 Diamant · (78 Wo.)FR | BEW2 (23 Wo.)BEW | — | Erstveröffentlichung: 21. August 2020 Verkäufe: + 333.333                                           |
| 2021 | Pour de vrai N’attendons pas                            | FR107 Platin · (13 Wo.)FR | — | — | Erstveröffentlichung: 26. Februar 2021                                                              |
| 2021 | Dabali –                                                | FR141 (1 Wo.)FR | — | — | Erstveröffentlichung: 25. Mai 2021                                                                  |
| 2021 | Les imbéciles N’attendons pas                           | FR— GoldFR | BEW22 (10 Wo.)BEW | — | Erstveröffentlichung: 30. Oktober 2021                                                              |
| 2022 | Call on Me À 2 à 3                                      | FR30 Platin · (33 Wo.)FR | BEW9 (20 Wo.)BEW | CH33 (1 Wo.)CH | Erstveröffentlichung: 7. Oktober 2022 feat. Ed Sheeran                                              |
| 2022 | Le feu L’école de la vie                                | FR27 Diamant · (50 Wo.)FR | BEW9 (19 Wo.)BEW | — | Erstveröffentlichung: 16. November 2022 Kendji Girac feat. Vianney                                  |
| 2023 | Keep It Simple À 2 à 3                                  | FR151 Gold · (7 Wo.)FR | BEW19 (13 Wo.)BEW | — | Erstveröffentlichung: 4. Februar 2023 feat. Mika                                                    |
| 2023 | Comment on fait À 2 à 3                                 | FR37 Platin · (34 Wo.)FR | BEW13 (23 Wo.)BEW | — | Erstveröffentlichung: 18. August 2023 feat. Zazie                                                   |
| 2023 | Il faudrait À 2 à 3                                     | FR144 (2 Wo.)FR | — | — | Erstveröffentlichung: 29. September 2023 feat. Bigflo & Oli                                         |
| 2023 | Maintenant À 2 à 3                                      | FR150 Gold · (2 Wo.)FR | — | — | Erstveröffentlichung: 27. Oktober 2023 feat. Renaud                                                 |
| 2025 | Hallelujah –                                            | FR155 (2 Wo.)FR | — | — | Erstveröffentlichung: 15. April 2025 mit Gustavo Dudamel & Orchestre Philharmonique de Radio France |
| Folgende Lieder erschienen nicht als Single, wurden aber durch das Album zum Download und Streaming bereitgestellt und konnten somit eine Platzierung erlangen: |                                                         | | | | |
| |                                                         | | | | |
| 2016 | Quand j’étais chanteur J’étais un ange – Michel Delpech | FR142 (1 Wo.)FR | — | — | Charteinstieg: 26. November 2016                                                                    |
| 2016 | Sans le dire Vianney                                    | FR185 Gold · (1 Wo.)FR | — | — | Charteinstieg: 3. Dezember 2016                                                                     |
| 2020 | Merci pour ça N’attendons pas                           | FR190 (1 Wo.)FR | — | — | Charteinstieg: 6. November 2020                                                                     |
| 2023 | Je suis fou À 2 à 3                                     | FR61 Platin · (23 Wo.)FR | BEW42 (6 Wo.)BEW | — | feat. Kendji Girac & Soprano                                                                        |

Weitere Singles
- 2018: Chanson sur ma drôle de vie (mit Véronique Sanson, FR: Gold)
- 2021: Parce que c’est toi (mit Mentissa, FR: Gold)

Weitere Lieder mit Auszeichnungen
- 2016: Le fils à papa (FR: Gold)
- 2020: La fille du sud (FR: Gold)